# سیلویو گزل
یوهان سیلویو گزل (آلمانی: Silvio Gesell؛ زاده ۱۷ مارس ۱۸۶۲ درگذشته ۱۱ مارس ۱۹۳۰) یک تاجر آلمانی، اقتصاددان و فعال اجتماعی بود. اندیشه‌های وی مطابق با فلسفه‌ی جورجیسم، آنارشیسم، و سوسیال لیبرال بود. او همچنین بنیان‌گذار ایده‌ی اقتصاد آزاد بود.